# Основно училище „Васил Левски“ (Тръстеник)
Основно училище „Васил Левски“ е основно училище в село Тръстеник, община Иваново, област Русе, разположено на адрес: ул. „Кирил и Методий“ №1. Училището е с общинско финансиране. Учебната смяна е една – сутрин. Директор на училището е Марияна Калинова.
През 2020 г. в училището няма записани ученици в трети клас. Броят на първокласниците след първия учебен ден е 6, а на седмокласниците – 5. Сливат се паралелки от втори и четвърти клас (съответно 2 и 3 деца), и от пети и шести клас (съответно 6 и 7 деца).